# Splashdown: Rides Gone Wild
Splashdown: Rides Gone Wild é um jogo eletrônico do gênero corrida com jet skis desenvolvido pela Rainbow Studios e publicado pela THQ lançado em 2003 para PlayStation 2 e smartphones. O jogo é uma sequencia do primeiro Splashdown lançado em 2001 possui 22 circuitos, possui modos para um e multijogador e aprimoramentos dos veículos.